# Calea ferată București – Roșiori de Vede – Caracal – Craiova
Calea ferată București – Roșiori de Vede – Caracal – Craiova este o cale ferată principală din România. Aceasta a scurtat cu 50 de km distanța dintre București și Craiova, înainte de inaugurare fiind folosită varianta prin Pitești. 
Construcția căii ferate a început în 1941, în baza Decretului-Lege nr. 452 din 26 februarie 1941. În decembrie 1943 a fost dată în exploatare porțiunea Craiova – Fărcașele. La 11 septembrie 1944 au fost introduse două perechi de trenuri personale între gara Dealul Spirii din București și gara Videle. Lucrările la întreaga linie au fost gata în vara anului 1947, de la 25 iulie începând să circule trenuri grele de marfă, iar de la 1 august fiind introdusă o pereche de trenuri de persoane. A fost inaugurată oficial pe 24 august 1947 în prezența președintelui Consiliului de Miniștri Petru Groza.
A fost propusă în anul 2021 pentru modernizare cu fonduri europene prin programul Fondul de Coeziune prin Mecanismul pentru Interconectarea Europei – CEF Sector Transport și a fost împărțită în două subsecțiuni: București Nord – Roșiori Nord (96 km) și Roșiori Nord – Craiova (110,2 km).